# Neuroimaging
Neuroimaging (englisch Bildgebung des zentralen Nervensystems) bezeichnet die medizinische Abbildung des Nervensystems beim einzelnen Menschen und ist ein bildgebendes Verfahren. Sowohl Anatomie, dynamische Vorgänge wie Durchblutung oder Liquorfluss sowie Funktion können bildhaft dargestellt werden.
Ein Großteil der zur Verfügung stehenden Verfahren fällt in den Zuständigkeitsbereich der Neuroradiologie. Einzelheiten sind dort zu finden.
Das erste Kapitel der Geschichte des Neuroimaging geht auf den italienischen Neurowissenschaftler Angelo Mosso (1846–1910) zurück, der die „menschliche Durchblutungswaage“ erfand, die nicht-invasiv die Neuverteilung von Blut während der emotionalen und intellektuellen Tätigkeit messen konnte. Auch wenn kurz von William James im Jahre 1890 erwähnt, sind die Details und die genaue Ausführung dieser Durchblutungswaage und die Experimente, die Mosso damit durchführte, weitgehend unbekannt geblieben bis zur kürzlichen Entdeckung des ursprünglichen Instruments und Mosso's Manuskript durch Stefano Sandrone und Kollegen.
In der Nuklearmedizin kommen die Verfahren Szintigrafie, Positronen-Emissions-Tomographie (PET) und SPECT (single photon emission computed tomography) zur Anwendung.
Außerdem gibt es weitere Spezialverfahren wie:
- Funktionelle Magnetresonanztomographie (fMRT bzw. fMRI)
- Elektroenzephalografie (EEG) und Magnetoenzephalographie (MEG)
- Nahinfrarotspektroskopie (NIRS)
- Diffusions-Tensor-Bildgebung (DTI)
- Diffuse optical imaging (DOI)
- Event-related optical signal (EROS)